# 深坑輕軌
深坑輕軌，是中華民國新北市一條規劃中的輕軌路線，路線由臺北捷運動物園站向東至深坑區，止於深坑區賴仲里。本線因與臺北捷運文湖線及環狀線銜接，在新北捷運系統內，路線顏色使用黃褐色，系統編號為S。

## 緣由
深坑地區素有大臺北後花園的美稱，距離臺北市車程僅需10多分鐘，區域內有東南科技大學，北深路三段並有信義企業天下與世貿科學園區科技園區；文化街、埔新街區域擁有國中小學區、行政園區及深坑街商圈，多年來亦林立社區大樓。
近年因蓬勃發展，同時自然景致更甚受歡迎，居住人口與旅遊人次大幅增加，現有聯外運輸亦已趨於飽和，是故新北市政府研擬深坑地區設置捷運系統發展計畫，引進輕軌運輸建設、落實綠色運輸政策，配合土地開發亦可促進當地發展及繁榮，並作為深坑區之骨幹大眾運輸系統，計畫結合周邊石碇、平溪等行政區民眾就近轉乘捷運服務，接軌大臺北都會區捷運路網。

## 簡介
本案於2009年完成「深坑地區設置捷運系統可行性研究」，因為運量不足未達興建軌道建設門檻而遭駁回，故新北市政府再次於2012年～2013年間辦理深坑地區設置捷運系統路線及場站初步規劃及周邊土地整體開發計畫的委託研究案，以預留未來路線、場站空間及提供周邊都市發展之建議，完工營運後將在S1站月台層設置通道轉乘文湖線及環狀線。
2015年底因應交通部鐵道局的審查意見，並透過辦理第二次地方說明會蒐集的居民意見，新北市政府捷運工程局調整興建型式盼降低建造成本並提升車站的親近性，交通部鐵道局業於2016年5月辦理現勘暨初審會議，2019年2月研討闢駛先導公車以培養運量。
2019年6月新北市市長侯友宜於新北市議會接受議員總質詢時，向新北市議員表示全案已通過交通部鐵道局現勘及初審。
2020年開始檢討路線往景美溪北岸方向，將車站改設於人口密集區域，遠離文山路路廊；2022年取消於非都市計畫區設置車站，首度在北深路設置車站，機廠改設於草地頭，藉以提升計畫可行性，整體興建成本亦大幅降低，當年經「大眾捷運系統建設及周邊土地開發計畫審查委員會」第53次會議結論為審查修正後通過。
本可行性研究案截至2025年仍持續檢討財務計畫與自償率未達審議門檻等相關議題，以爭取交通部同意並轉行政院審議。

### 營運編制
依據新北市政府捷運工程局發布的新北市捷運整體路網評估報告總結報告當中表示，深坑輕軌營運班距規劃為4.6分鐘乙班，線上列車共有8列、備用列車為2列。

## 沿革

### 可行性研究報告交通部審議時期
- 1996年~2006年，交通部撥款委託縣政府評估木柵線延伸可行性[7]。
- 2006年~2008年，臺北縣政府於深坑鄉舉辦公聽會與說明會。
- 2009年~2010年，完成「深坑地區設置捷運系統可行性研究」，預估建設經費約為117億元，並送交通部審查，交通部以「本計畫現況運量不足，未達興建軌道建設門檻，建議縣政府先以公車培養民眾搭乘大眾運輸之習慣，以提升公共運輸運量及市場占有率」駁回[8]。
- 2012年~2013年，辦理深坑地區設置捷運系統路線及場站初步規劃及周邊土地整體開發計畫的委託研究案，以預留未來路線、場站空間及提供周邊都市發展之建議[9]。
- 2014年1月3日，新北市政府捷運工程局於深坑區公所舉辦第一次地方說明會[10]。
- 2015年11月19日，於深坑區公所舉辦第二次地方說明會，說明平面方案所帶來的交通衝擊[11]。
- 2016年3月21日，新北市政府捷運工程局調整興建型式為高架與平面混合，調降建設經費為122億元，第三次提報可行性研究報告書予交通部鐵道局審議[12]。
- 2016年5月10日，交通部鐵道局辦理現勘暨初審會議，會後提出的審查意見乃需具體提出沿線各場站開發計畫。
- 2019年3月28日，第七次可行性研究報告提報交通部鐵道局審議，經鐵道局檢核後陳報交通部，同年7月17日交通部「大眾捷運系統建設及週邊土地開發計畫審查委員會」第33次會議進行審查，會中尚有設站位置、運量預測等議題需釐清[13]。
- 2021年3月25日，新北市政府捷運工程局召開第三次地方說明會，說明調整車站至景美溪北岸、路線調整至景美溪南岸計畫道路、文化街及車站整併等，原7站更改為6站[14][15]。
- 2021年4月26日，第九次提報可行性研究報告予交通部審議，同年7月14日交通部函覆審查意見有路線以供給導向之規劃是否實際、運量預測過於樂觀、S1站周邊停車規畫等[16]。
- 2022年1月24日，新北市政府捷運工程局召開第四次地方說明會，說明調整喜樂橋以東的路線縮短至北深路草地頭及預留延伸石碇區計畫、車站周邊設置捷運開發區與社會住宅構想等，車站數降為5站[17]。
- 2022年12月8日，交通部召開「大眾捷運系統建設及周邊土地開發計畫審查委員會」第53次會議—審查新北市政府所報「深坑線輕軌運輸系統暨周邊土地開發可行性研究報告書」會議結論為審查修正後通過[18]，同年12月23日交通部函復審查意見有系統選擇（車輛、機電與號誌）、公共運輸相關配套措施等。

### 可行性報告函報交通部轉行政院審議時期
- 2023年3月6日、5月1日分別提報可行性研究報告予交通部審議，因所列財務計畫替代方案未依委員會審查意見修正，交通部函復修正後再報。7月17日再次提報可行性研究報告予交通部，於8月18日首次陳報行政院審議。
- 2024年4月13日、4月17日召開第五次地方說明會，在路線經交通部審議通過後，此次說明各車站周邊配合深坑都市計畫第三次通盤檢討的開發構想，S1車站不做土地開發、S5車站持續與法務部討論贓物庫土地整合開發意願[19]。
- 2024年10月11日提報可行性研究報告予交通部審議，交通部請新北市政府研議自償性財源提升至審議門檻之可能，以利續陳行政院審議；次年2025年5月檢討計畫整合大臺北的整體自償率達到審議門檻30%並提報續審。

## 路線概述
自動物園站以高架型式沿新光路二段至木柵機廠後跨景美溪南轉沿木柵路五段中央佈設，於國道三號下方穿越沿高速公路局木柵工務段東側山坡前行至文山路三段公館後，續沿文山路中央高架佈設至白鷺橋東側，接著平面往北沿景美溪南岸計畫道路至阿柔洋，再往南銜接回文山路續往東至喜樂橋東側，接著高架往景美溪北岸經壽康新村後續往北經法務部北部贓物庫至草地頭，機廠設於北深路深南路口以東。路線全長5.81公里，設置5座車站。

## 外部連結
- 新北市政府捷運工程局 （页面存档备份，存于）（繁體中文）

- 新北大眾捷運股份有限公司 （页面存档备份，存于）（繁體中文）